# Жамбыл (Райымбекский район)
Жамбыл (каз. Жамбыл, до 199? г. — XIX Партсъезд) — село в Райымбекском районе Алматинской области Казахстана. Административный центр Жамбылского сельского округа. Находится примерно в 73 км к востоку-юго-востоку (ESE) от села Кеген, административного центра района. Код КАТО — 195839100.

## Население
В 1999 году население села составляло 2121 человека (1132 мужчины 989 женщин). По данным переписи 2009 года, в селе проживало 1862 человека (974 мужчины и 888 женщин).